# S6W-reaktor
S6W-reaktor är en amerikansk typ av tryckvattenreaktor för ubåtsbruk, utvecklad av företaget Westinghouse. 
Reaktorn är baserad på S8G-reaktorn vid Knolls Atomic Power Laboratory's Kesselring Site i West Milton, NY.
S6W betyder:
- S = Ubåts plattform
- 6 = Tillverkarens sjätte generation av reaktorhärd
- W = Westinghouse

De tre ubåtarna i Seawolf-klassen, USS Seawolf (SSN-21), USS Connecticut (SSN-22) och USS Jimmy Carter (SSN-23) drivs av var sin S6W reaktor.